# Bactrocera latifrons
Bactrocera latifrons
 es una especie de díptero que Friedrich Georg Hendel describió por primera vez en 1915. Bactrocera latifrons pertenece al género Bactrocera de la familia Tephritidae.  